# Relaciones Mozambique-Venezuela
Las relaciones Mozambique-Venezuela se refieren a las relaciones internacionales que existen entre Mozambique y Venezuela.

## Historia
Entre 1974 y 1977 Venezuela realizó acuerdos comerciales con varios países, entre ellos Mozambique, en el que los beneficiarios podrían pagar el 50% del aumento del precio del petróleo venezolano en bonos a largo plazo, permitiendo reducir el impacto de dichos aumentos sobre la balanza de pagos a la mitad.
El 4 de julio de 2018 el ministro de relaciones exteriores de Venezuela, Jorge Arreaza, realizó una visita oficial a Mozambique. El 23 de septiembre de 2021 los cancilleres de Venezuela, Félix Plasencia, y de Mozambique, Verónica Macamo, sostuvieron una reunión.

## Misiones diplomáticas
- Venezuela cuenta con una embajada en Maputo.[4]